# Toninho Barroso
Antônio José Fernandes Barroso, meglio noto come Toninho Barroso (Rio de Janeiro, 27 ottobre 1951), è un allenatore di calcio brasiliano.

## Carriera

### Allenatore
Ha allenato diverse squadre minori in Brasile, e nel 1997 ottenne l'incarico di commissario tecnico della nazionale Under-20 brasiliana, che guidò fino al 1999. Nel frattempo aveva allenato il Flamengo per cinque partite nel 1998. Nel 2008 ha assunto l'incarico di allenatore della Portuguesa.

## Palmarès

### Allenatore

#### Competizioni nazionali
- Campionato Carioca di seconda divisione: 1

Nova Iguaçu: 2005